# Confident (álbum)
Confident é o quinto álbum de estúdio da cantora estadunidense Demi Lovato. O seu lançamento ocorreu em 16 de outubro de 2015, através das gravadoras Hollywood, Island e Safehouse. O primeiro single do disco, "Cool for the Summer", foi lançado em 1º de julho de 2015.

## Antecedentes
O quarto álbum de estúdio da artista, Demi, foi lançado em 14 de maio de 2013, chegando à terceira posição da Billboard 200 e contendo quatro singles: "Heart Attack", "Made in the USA", "Neon Lights" e "Really Don't Care". O disco foi recebido de maneira igualmente positiva pela crítica, mantendo uma avaliação 64 no Metacritic. No Brasil, vendeu mais de 160 mil cópias e foi certificado como disco de diamante. Como forma de divulgação ao produto, a cantora embarcou na The Neon Lights Tour, que passou por América do Norte, América do Sul e Europa. Sucedendo-a, veio a Demi World Tour, que retornou ao território norte-americano e passou ainda por Oceania e Ásia. À parte de divulgação para trabalhos próprios, Lovato colaborou com The Vamps na faixa "Somebody to You", Nick Jonas em "Avalanche" e Olly Murs em "Up".
Em maio de 2015, foi revelada pela revista Billboard a criação da Safehouse Records, um selo fonográfico criado e pertencente à equipe da estadunidense, incluindo seu empresário Phil McIntyre, e Jonas. A publicação confirmou ainda que a Safehouse seria a responsável pelo lançamento do quinto disco da musicista, em conjunto com a Island Records — empresa fonográfica de Nick Jonas — e a Hollywood Records, da qual Demi sempre foi contratada.

## Lançamento
Após uma distribuição ilegal da faixa-título "Confident" na web, Lovato divulgou a capa e o alinhamento de faixas de seu quinto álbum de estúdio, que levaria o mesmo nome da canção, Confident.

## Alinhamento de faixas
| N.º            | Título                           | Compositor(es)                                                    | Produtor(es)                           | Duração |  |
| 1.             | "Confident"                      | Demi Lovato, Max Martin, Illya Salmanzadeh, Savan Kotecha         | Martin, Illya                          | 3:25    |  |
| 2.             | "Cool for the Summer"            | Lovato, Martin, Ali Payami, Kotecha, Alexander Kronlund           | Martin, Payami                         | 3:34    |  |
| 3.             | "Old Ways"                       | Olivia Waithe, Jason Evigan, Scott Hoffman                        | Evigan, Babydaddy[A], Mitch Allan[B]   | 3:24    |  |
| 4.             | "For You"                        | Johan Carlsson, Dalton Grant, Susan H. Catanzaro                  | J. Carlsson, Payami, Peter Carlsson[B] | 3:41    |  |
| 5.             | "Stone Cold"                     | Lovato, Laleh Pourkarim                                           | Pourkarim                              | 3:11    |  |
| 6.             | "Kingdom Come" (com Iggy Azalea) | Lovato, Julia Michaels, Steve Mac, Amethyst Kelly                 | Mac                                    | 4:04    |  |
| 7.             | "Waitin for You" (com Sirah)     | Lovato, Michaels, Evigan, Sara Mitchell, Mac                      | Evigan, Mac, Allan[B]                  | 3:12    |  |
| 8.             | "Wildfire"                       | Ryan Tedder, Nicole Morier, Mikkel S. Eriksen, Tor Erik Hermansen | Stargate, Allan[B]                     | 3:19    |  |
| 9.             | "Lionheart"                      | Lovato, Mac, Ina Wroldsen                                         | Mac                                    | 4:04    |  |
| 10.            | "Yes"                            | Lovato, Pourkarim                                                 | Pourkarim, Thörn[C]                    | 3:10    |  |
| 11.            | "Father"                         | Lovato, Pourkarim                                                 | Pourkarim                              | 3:55    |  |
| Duração total: | Duração total:                   | Duração total:                                                    | Duração total:                         | 38:59   |  |

| Faixas bônus da edição deluxe |                                            |                                                   |                                |         |  |
| N.º                           | Título                                     | Compositor(es)                                    | Produtor(es)                   | Duração |  |
| 12.                           | "Stars"                                    | Lovato, Carl Falk, Kotecha, Kronlund, Rami Yacoub | Falk, Rami                     | 3:08    |  |
| 13.                           | "Mr. Hughes"                               | Lovato, J. Carlsson                               | J. Carlsson, Ilya, P. Carlsson | 3:41    |  |
| 14.                           | "Cool for the Summer" (Jump Smokers Remix) | Lovato, Martin, Payami, Kotecha, Kronlund         | Martin, Jump Smokers[D]        | 4:25    |  |
| 15.                           | "Cool for the Summer" (Suraci Remix)       | Lovato, Martin, Payami, Kotecha, Kronlund         | Martin, Suraci[D]              | 4:45    |  |
| Duração total:                | Duração total:                             | Duração total:                                    | Duração total:                 | 54:48   |  |

Notas
A  - denota produtores adicionais
B  - denota produtores vocais
C  - denota produtores assistentes
D  - denota remixadores